# Emmochliophis
Genre
Emmochliophis est un genre de serpents de la famille des Dipsadidae.

## Répartition
Ces espèces sont endémiques de l'Ouest de l'Équateur.

## Liste des espèces
Selon The Reptile Database (3 septembre 2013) :
- Emmochliophis fugleri Fritts & Smith, 1969
- Emmochliophis miops (Boulenger, 1898)

## Publication originale
- Fritts & Smith, 1969 : A new genus and species of snake from western Ecuador. Transactions of the Kansas Academy of Sciences, vol. 72, no 1, p. 60-66.